# Chalton
Chalton är en civil parish i Storbritannien.   Den ligger i kommunen Central Bedfordshire i riksdelen England, i den södra delen av landet, 50 km nordväst om huvudstaden London.